# Soffredo
Soffredo (né  à Pistoia en Toscane, Italie et  mort le 14 décembre 1210 probablement dans la même ville), parfois désigné sous le nom de Soffredo Errico Gaetani, est un cardinal italien de la fin du XIIe et du début du XIIIe siècle.

## Biographie
Soffredo est chanoine à Pistoia.
Le pape Lucius II le crée cardinal lors d'un consistoire mi-1182. Il est notamment légat apostolique en France, avec le cardinal Andrea Boboni, pour négocier la paix entre les rois Henri II d'Angleterre et Philippe II de France. 
En 1188 il est envoyé comme intermédiaire entre Pise et Gênes avec le cardinal Pietro Diana, et en 1198 il est envoyé en Allemagne pour déposer l'archevêque de Trèves et pour installer son successeur Jean. 
En 1201 Soffredo est demandé par le chapitre de Ravenne pour y devenir archevêque, mais il refuse et reste à la Curie romaine. 
L'été 1202, il est envoyé par le pape avec Geoffroy de Donjon à Antioche pour apporter une solution à la guerre de succession entre Bohémond IV et Raymond-Roupen. Second voyage le 23 mars 1203 avec Philippe du Plaissis et Pierre de Mirmande mais sans succès de réconciliation entre les deux partis,.
Il refuse le patriarcat latin de Jérusalem en 1203. Il est cardinal protoprêtre en 1208.
Le cardinal Soffredo participe à l'élection d'Urbain III en 1185, de Grégoire VIII et de Clément III  en 1187, de  Célestin III en 1191  et d'Innocent III en 1198.

## Sources bibliographiques
- Pierre-Vincent Claverie, L'ordre du Temple en Terre Sainte et à Chypre au XIIIe siècle, Nicosie, Centre de Recherche Scientifique, coll. « Sources et études de l'histoire de Chypre », 2005, 1230 p. (ISBN 978-9-9630-8094-6, présentation en ligne)
- Joseph Delaville Le Roulx, Les Hospitaliers en Terre Sainte et à Chypre (1100-1310), Paris, Ernest Leroux, 1904, XIII-440 p. (lire en ligne)

### Sources
- Fiche du cardinal sur le site fiu.edu